# The Letter (pel·lícula de 1929)
The Letter és una pel·lícula precodi produïda per la Paramount Pictures dirigida per Jean de Limur i protagonitzada per Jeanne Eagels, paper pel que va ser nominada pòstumament a l'Oscar a la millor actriu en la seva segona edició, i O. P. Heggie. Basada en el relat homònim de William Somerset Maugham, la pel·lícula es va estrenar el 13 d’abril del 1929. El 1940 es va fer un remake de la pel·lícula amb el que Bette Davis també va ser nominada pel mateix paper.

## Argument
Sentint-se abandonada pel seu marit en una plantació de cautxú, Leslie Crosbie esdevé l’amant de Geoffrey Hammond. Aquest, però, es cansa d'ella i la canvia per la xinesa Li-T. Leslie el va a veure per intentar reconduir la relació però Groffrey no està disposat per lo que Leslie l’acaba matant a trets. En el judici, Leslie declara que no tenia gaire res a veure amb Hammond i que li va disparar perquè va intentar violar-la. Mentrestant, un missatger enviat per Li-Ti dona a Joyce, l'advocat de Leslie, una còpia de la carta en què Leslie demana a Hammond que la vagi a veure. Li-Ti promet entregar-li la carta a canvi de 10.000 dòlars, sempre que l’intercanvi es faci amb la mateixa Leslie. Seguint el consell de Joyce, Leslie accepta. Li-Ti la humilia, però finalment accepta els diners i Leslie posteriorment és declarada innocent.
Joyce presenta la seva factura al marit de Leslie, Robert. Aquest demana una explicació de per què les despeses sumen 10.000 dòlars. Joyce relata la història del xantatge de Li-Ti i li dona a Robert la carta incriminadora. Robert s'enfronta a Leslie i l'obliga a admetre-ho tot. Leslie declara que encara estima l'home que va assassinar. Com a càstig, Robert decideix mantenir-la a la plantació a la bancarrota.

## Repartiment
- Jeanne Eagels (Leslie Crosbie)
- Reginald Owen (Robert Crosbie)
- Herbert Marshall (Geoffrey Hammond)
- Irene Browne (Mrs. Joyce)
- O.P. Heggie (Mr. Joyce)
- Lady Tsen Mei (Li-Ti)
- Tamaki Yoshiwara (Ong Chi Seng)